# حانة السيجار
حانة السيجار Cigar bar (أو صالة السيجار) هي مؤسسة تقدم الخدمات للعملاء الذين يدخنون السيجار. تقدم العديد من هذه الحانات الطعام والكحول كذلك لروادها. يختلف انتشار حانات السيجار من بلد إلى آخر. في حين تحظر بعض السلطات القضائية التدخين في كل الشركات، تسمح دول أخرى بتقديم إعفاء لحانات السيجار.

## التاريخ
مع وجود حانات السيجار لسنوات عديدة، ازداد الاهتمام بها في تسعينيات القرن الماضي عندما بدأت المدن والهيئات الحكومية في فرض حظر على التدخين، لكنها منحت استثناءات للمؤسسات التي تخدم احتياجات المدخنين.

## المميزات
بينما تسمح بعض حانات السيجار بتدخين السجائر، فإن الحانات الكلاسيكية منها ركزت بشكل صارم على السيجار. وتنشئ العديد من حانات السيجار الراقية مثل جراند هافانا في بيفرلي هيلز وكاليفورنيا ومدينة نيويورك، إضافةً إلى تلك الموجودة في باريس وإسبانيا وألمانيا، أجواء نادي السادة مع تصميمات داخلية فخمة، تشمل أحيانًا وجود بيانو أو طاولة بلياردو.
تتميز الحانات الراقية بوجود صناديق الترطيب (humidors) بشكل بارز، وحتى غرف الترطيب حيث يمكن للناس شراء وتخزين السيجار لحفظه في خزائن خاصة بالسيجار للشخص الواحد. وكثيرًا أيضًا ما تقدم الحانات الطعام والكحول.

## الانتشار حسب البلد

### استراليا
يمكن إيجاد حانات السيجار في جميع العواصم الاسترالية وفي مدينة غولد كوست، كوينزلاند كذلك.

### كندا
خلال العقد الأول من القرن الحادي والعشرين، حظرت العديد من المدن والمقاطعات الكندية التدخين في الأماكن العامة المغلقة؛ بعضها حصل على استثناء لتدخين غير السجائر مثل النارجيلة والسيجار. وحينما دخل هذا الحظر حيز التنفيذ في مونتريال، تم السماح لجميع حانات السيجار التي تم افتتاحها قبل 10 مايو 2005، بالبقاء على رأس عملها، على الرغم من أن المؤسسات المستقبلية تم حظرها. يوجد أيضًا صالات سيجار في جاتينو، كيبيك.
في 23 يونيو عام 2021، عدلت حكومة ألبرتا الأنظمة التي سمح بها قانون الحد من التبغ والتدخين والتدخين الإلكتروني 2005؛ وسمحت بوجود غرف التدخين ذات التهوية الجيدة لتدخين السيجار. ويسمح بوجود هذه الغرف طالما أنها تستوفي الشروط التالية:
"...(أ) تم تخصيص صالة السيجار كصالة سيجار من قبل المدير؛
(ب) تحتوي صالة السيجار على جدران ممتدة من الأرض حتى السقف وسقف وأبواب تفصل الصالة بصريًا وماديًا عن أي منطقة مجاورة يُحظر فيها التدخين بموجب القانون؛
(ج) تحتوي صالة السيجار على أبواب مجهزة بجهاز إغلاق ذاتي يعمل بشكل سليم؛
(د) صالة السيجار مجهزة بنظام تهوية منفصل يحافظ على ضغط الهواء السلبي في جميع الأوقات ويستنفد الدخان مباشرة إلى خارج المبنى الذي توجد فيه الصالة؛
(هـ) غير مسموح للقاصرين بالدخول إلى صالة السيجار؛
(و) لا يسمح بأي خدمة، بما في ذلك التنظيف، في صالة السيجار خلال ساعات العمل."
اعتبارًا من عام 2021، فإن ألبرتا وكيبيك هما المقاطعتان أو الأقاليم الوحيدة التي تسمح بوجود صالات السيجار أو أي غرف تدخين ذات تهوية جيدة خارج دور رعاية المسنين ودور الرعاية طويلة الأمد. وتعد ألبرتا المقاطعة أو الإقليم الوحيد الذي لم يقيد إنشاء صالات جديدة؛ وفي كيبيك تم الحفاظ على الصالات المتبقية فيها من خلال شرط الحقوق المكتسبة (شرط الجد) في قوانين التدخين.

### فنلندا
بيكو هافانا Pikku Havanna ("هافانا الصغيرة") في مدينة توركو هي حانة السيجار الأولى والوحيدة التي تم إنشاؤها في فنلندا.

### المملكة المتحدة
تبعًا لحظر التدخين في الأماكن المغلقة في المملكة المتحدة في عام 2007، استطاعت العديد من المؤسسات استيعاب العملاء من خلال الالتزام بالمسموحات القانونية الواردة في القانون. الإعفاءات مسموحة لبائعي التبغ المتخصصين، حيث يُسمح للعملاء بتجربة السيجار وتبغ الغليون في المبنى تحت شروط محددة. وأنشأت بعض الفنادق في المدينة مساحات خارجية مخصصة للتدخين تمتثل للأنظمة.
أحد بائعي التبغ المشهورين في لندن هو جيمس جي فوكس، متجر يعود تاريخه إلى عام 1787 ويُعتبر أقدم متجر سيجار في العالم. هذا المكان جدير بالذكر كونه أحد الأماكن القليلة في انجلترا حيث لا يزال يُسمح بالتدخين فيها تبعًا للإعفاء الذي تم منحه للمتاجر التي تأتي نصف مبيعاتها على الأقل من السيجار وتبغ الغليون. بالإضافة إلى التدخين في ذات الموقع، يوفر جيمس جي فوكس صالة مخصصة لتجربة العينات.
بينما كان هناك انخفاض في استهلاك السيجار بعد منتصف التسعينيات، أظهرت ثقافة السيجارة نقاط تحول. وقد لوحظ تزايد وجود شرفات التدخين في الفنادق الفاخرة وسجلت المؤسسات الحديثة نمو إيجابي. وقاد تغير المواقف تجاه تدخين السجائر وأثر حظر التدخين في الأمكان المغلقة إلى تحول في أساليب الاستهلاك، مع وجود بعض المدخنين الذين يستكشفون السيجار باعتباره سلعة فاخرة أو ترف ببعض الأحيان.

### الولايات المتحدة
حانات السيجار الوحيدتان في دوري كرة القاعدة الرئيسي هما: حانة بار كويستا ري سيجار في تروبيكانا فيلد، موطن فريق تامبا باي رايز، وحانة كوماتشو سيجار في كوميريكا بارك، موطن فريق ديترويت تايجرز. تم تصنيع سيجار كويستا ري في الأصل في تامبا، بينما يتم توزيع سيجار كوماتشو في ميامي.
في الولايات المتحدة، يُقال إن نادي التدخين الخاص في سينسيناتي، أوهايو هو أول حانة سيجار تم افتتاحها في عام 1995.